# Bariri (kommun)
Bariri är en kommun i Brasilien.   Den ligger i delstaten São Paulo, i den sydöstra delen av landet, 700 km söder om huvudstaden Brasília. Antalet invånare är 31 603.
Följande samhällen finns i Bariri:
- Bariri

Omgivningarna runt Bariri är en mosaik av jordbruksmark och naturlig växtlighet. Runt Bariri är det ganska tätbefolkat, med 67 invånare per kvadratkilometer.